# Felix Gottwald

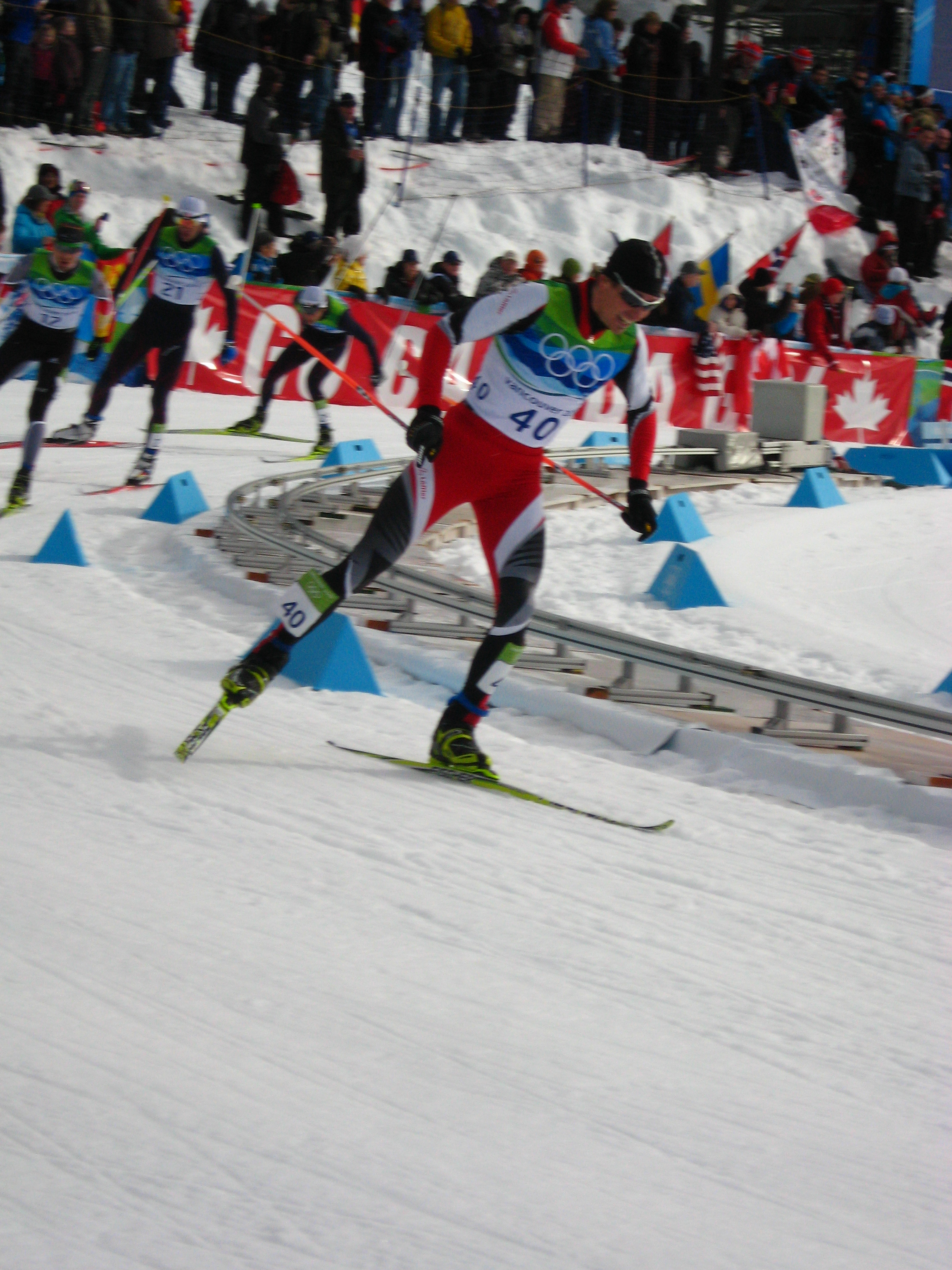
Felix Gottwald (Vancouver 2010)

Felix Gottwald (Zell am See, 13 januari 1976) is een Oostenrijks noordse combinatieskiër, die met zeven medailles de meest succesvolle Oostenrijkse Olympiër is.
Bij de Olympische Winterspelen 2002 veroverde hij drie bronzen medailles. Vier jaar later bij de Olympische Winterspelen 2006 in Turijn won hij twee gouden en een zilveren medaille. Op de Olympische Winterspelen 2010 in Vancouver won hij goud met het team.
In het seizoen 2000/2001 behaalde hij de eindoverwinning en de algemene en de sprintwereldbeker.
Felix Gottwald beëindigde op 18 maart 2007 zijn carrière bij de wedstrijd in Olso. Maar op 17 mei 2009 maakte hij bekend dat hij opnieuw met wedstrijden zou beginnen met het oog op de Olympische Winterspelen 2010.
| Logo van de Olympische Spelen | Goud | Zilver | Brons | Logo van de Olympische Spelen |
|                               | 3    | 1      | 3     |                               |